# جان ميشيل (كاتب)
جان ميشيل (بالفرنسية: Jean Michel)‏ هو كاتب مسرحي وكاتب فرنسي، ولد في 1435، وتوفي في 1501 في أنجيه في فرنسا.